# Galaxias
Galaxias é um gênero de peixe da família Galaxiidae.

## Espécies
- Galaxias anomalus Stokell, 1959
- Galaxias argenteus (Gmelin, 1789)
- Galaxias auratus Johnston, 1883
- Galaxias brevipinnis Günther, 1866
- Galaxias cobitinis McDowall e Waters, 2002
- Galaxias rostratus Klunzinger, 1872
- Galaxias olidus Günter, 1866
- Galaxias depressiceps McDowall e Wallis, 1996
- Galaxias divergens Stokell, 1959
- Galaxias eldoni McDowall, 1997
- Galaxias fasciatus Gray, 1842
- Galaxias fontanus Fulton, 1978
- Galaxias fuscus Mack, 1936
- Galaxias globiceps Eigenmann, 1928
- Galaxias gollumoides McDowall e Chadderton, 1999
- Galaxias gracilis McDowall, 1967
- Galaxias johnstoni Scott, 1936
- Galaxias maculatus (Jenyns, 1842)(encontrado na América do Sul; Chile/Argentina)
- Galaxias neocaledonicus Weber e de Beaufort, 1913
- Galaxias niger Andrews, 1985
- Galaxias occidentalis Ogilby, 1899
- Galaxias olidus Günther, 1866
- Galaxias parvus Frankenberg, 1968
- Galaxias paucispondylus Stokell, 1938
- Galaxias pedderensis Frankenberg, 1968
- Galaxias platei Steindachner, 1898
- Galaxias postvectis Clarke, 1899
- Galaxias prognathus Stokell, 1940
- Galaxias pullus McDowall, 1997
- Galaxias tanycephalus Fulton, 1978
- Galaxias truttaceus Valenciennes, 1846
- Galaxias vulgaris Stokell, 1949
- Galaxias zebratus (Castelnau, 1861)